# Angical
Angical es un municipio brasilero del estado de la Bahia. Su población estimada en 2004 era de 14.008 habitantes siendo 11.150 electores. Está localizada a 886 km de la capital Salvador, en el oeste bahiano, a 40 km de Barreiras.
Es conocida en el oeste de la Bahia por su cultura local que además de la música realiza diversos eventos de folklore.